# CB Rinconada
CB Rinconada (vollständig Club Bádminton Soderinsa Rinconada) ist ein spanischer Badmintonverein aus La Rinconada.

## Geschichte
Der reine Badmintonklub wurde 1989 gegründet. In kürzester Zeit avancierte er zu einem der besten Klubs Spaniens. Zwölfmal siegte man bei den spanischen Badmintonmannschaftsmeisterschaften. Mehrfach startete der Verein im Europapokal. 2006 setzte der Klub einen nicht spielberechtigten Spieler im Finale ein, so dass der siegreichen Mannschaft im Nachhinein der Titel aberkannt wurde und dem Finalisten IBMC Issy-les-Moulineaux der Sieg zugesprochen wurde.

## Bekannte Spieler
- Stenny Kusuma
- Laura Molina
- Carlos Longo